# Sante Zanon
Sante Zanon, né à Fonte d’Asolo, près de Trévise, le 2 février 1899 et mort à Venise le 29 janvier 1965, est un compositeur italien.

## Biographie
Devenu très tôt orphelin, Sante Zanon fut instruit et éduqué par un prêtre qui remarqua bientôt les dispositions de l’enfant pour la musique. Il lui fit suivre des études au Liceo musicale Benedetto Marcello de Venise. Sante Zanon y obtint un diplôme de composition en 1921. De 1933 à 1938 il suivit les cours de Gian Francesco Malipiero.
Sante Zanon a mené une carrière de chef d'orchestre et de chef de chœur, notamment à Trévise. Il a longtemps enseigné au conservatoire de Venise et il a dirigé pendant 25 ans le choeur du Théâtre d'opéra la Fenice de Venise.

## Œuvre
Sante Zanon a laissé une quarantaine d’œuvres majeures, la plupart d’inspiration religieuse (messes, oratorios, cantates, chœurs, œuvres orchestrales, œuvres théâtrales, musique de chambre, concerto pour piano, etc.)